# سيرجيو إستيفيز
سيرجيو إستيفيز هو سباح برتغالي، ولد في 12 نوفمبر 1971.

## وصلات خارجية
- سيرجيو إستيفيز على موقع الاتحاد الدولي للسباحة (الإنجليزية)
- سيرجيو إستيفيز على موقع أوليمبيديا (الإنجليزية)